# 2001 في الهند
فيما يلي قوائم الأحداث التي وقعت خلال عام 2001 في الهند.

## أفلام
من الأفلام التي صدرت هذه السنة في الهند:
- 1 يناير – أجنبي من إخراج Mastan Alibhai Burmawalla ‏، Abbas Alibhai Burmawalla ‏.
- 1 يناير – أحيانا السعادة وأحيانا الحزن من إخراج كاران جوهر.
- 1 يناير – ديل شاهتا هاي من إخراج فرحان أختر.
- 1 يناير – شاي أمريكي
- 1 يناير – لاجان: ذات مرة في الهند من إخراج أشوتوش جواريكر.

## مواليد

### ديسمبر
- 10 ديسمبر – أريان تشوبرا لاعب شطرنج هندي.

## وفيات

### ديسمبر
- 10 ديسمبر – اشوك كومار (مواليد 1911) ممثل هندي.